# Hermannsbrunn
Hermannsbrunn ist ein Ortsteil der Stadt Rötz im Landkreis Cham des Regierungsbezirks Oberpfalz im Freistaat Bayern.

## Geografie
Hermannsbrunn liegt 2,9 Kilometer östlich der Bundesstraße 22, 3,2 Kilometer westlich der Staatsstraße 2150 und 7 Kilometer nördlich von Rötz. Südlich von Hermannsbrunn entspringt der Kasbach, Oberlauf des Blabmühlbaches. Nordöstlich von Hermannsbrunn fließt der Buchbach in Richtung Südosten. Östlich von Hermannsbrunn erhebt sich der 567 Meter hohe Steinbierl und westlich der 609 Meter hohe Buchberg.

## Geschichte
Hermannsbrunn (auch: Hermannsprunne, Hermansbrunnin, Hermansprun, Hermanßbron, Hermansbrun, Hörlpron, Hörmansprün) wurde 1194 erstmals schriftlich erwähnt. In einer Urkunde von 1194 erschien Otto de Hermannsprunne als Zeuge einer Schenkung zugunsten des diepoldingischen Hausklosters Reichenbach.
Im Urbar des Klosters Walderbach von 1249 war Hermannsbrunn verzeichnet. 1286 erhielt Wolfram von Hermannsbrunn einen Hof und zwei Lehen in Hermannsbrunn vom Abt des Klosters Walderbach. Im Leuchtenberger Lehenbuch von 1396 wurde der Joppenhof in Hermannsbrunn als Eigentum von Ulrich Trunkel, gekauft von Hekchlin zu Heczmansdorf, aufgeführt. Diesen Joppenhof (auch: Goppenhof) hatte Peter Häkchel zu Lehen.
Im Verzeichnis der Erträge des Klosters Schönthal von 1429 wurde Hermannsbrunn aufgeführt. Auch im Verzeichnis der grundbaren Dörfer, Höfe, Güter, Sölden und Mühlen des Klosters Walderbach von 1596 erschien Hermannsbrunn mit einem Hof. 1505 verkaufte Jorg Rornstetter von der Rornstatt ein Gut in Hermannsbrunn an Heinrich von Gutenstein zu Schwarzenburg. 1522 erschien es mit 2 Amtsuntertanen zum Amt Rötz zugehörig. Im Jahr 1522 gehörten Untertanen in Hermannsbrunn zum Kastenamt Rötz. In einem Verzeichnis von 1588 wurden für Hermannsbrunn 1 Hof, 1 Gut, 2 Sölden und Mannschaften als zur Frais Schwarzenburg gehörig aufgeführt.
1622 gab es dort 4 Mannschaften. In den Steuerunterlagen des Pflegamts und der Stadt Rötz von 1630 wurde das Amt Rötz in Viertel eingeteilt. Hermannsbrunn gehörte zum 2. Viertel. Es hatte 1 Hof, 1 Gut, 1 Gütl, 1 Sölde, 1 Hütmann und einen Hof zur Hofmark Treffelstein gehörig.
1766 wurden für Hermannsbrunn 5 Anwesen: 1 Hof, 2 Güter und eine Sölde aufgeführt. Als grundbar zum Kloster Schönthal 2 Güter und zum Kloster Walderbach 1 Hof. 1792 gab es in Hermannsbrunn 4 Pflegamtsuntertanen, außerdem 1 Untertan und 1 Anwesen zugehörig zur Hofmark Arnstein und Hiltersried (inkorporiert nach Herzogau). 1779 verkaufte Johann Nepomuk von Reisach, Inhaber der Hofmark Treffelstein, ein Gut und einen Untertanen in Hermannsbrunn an Joseph Ferdinand Voith von Voithenberg auf Herzogau. 1797 fiel das Landsassengut Arnstein durch Erbschaft an Joseph Freiherr von Voithenberg. Dieser konnte jedoch nicht nachweisen, dass ihm persönlich die Landsassenfreiheit zustand. Deshalb wurden die Untertanen von Arnstein, darunter auch 1 Untertan in Hermannsbrunn, dem Landgericht Waldmünchen unterstellt.
1808 hatte Hermannsbrunn 6 Anwesen. Der Gemeinde gehörte ein Hirtenhaus, das zusammen mit Fahnersdorf genutzt wurde. Außerdem gab es einen Weber.
1808 wurde die Verordnung über das allgemeine Steuerprovisorium erlassen. Mit ihr wurde das Steuerwesen in Bayern neu geordnet und es wurden Steuerdistrikte gebildet. Dabei kam Hermannsbrunn zum Steuerdistrikt Diepoltsried. Der Steuerdistrikt Diepoltsried bestand aus den Dörfern Diepoltsried, Fahnersdorf und den Weilern Güttenberg und Hermannsbrunn.
1820 wurden im Landgericht Waldmünchen Ruralgemeinden gebildet. Dabei kam Hermannsbrunn zur Ruralgemeinde Fahnersdorf. Zur Ruralgemeinde Fahnersdorf gehörten die Dörfer Fahnersdorf mit 11 Familien und Hermannsbrunn mit 9 Familien.
1972 wurde die Gemeinde Fahnersdorf und damit auch Hermannsbrunn nach Rötz eingegliedert.
Hermannsbrunn gehört zur Pfarrei Heinrichskirchen, früher Pfarrei Rötz, Filiale Heinrichskirchen. 1997 hatte Hermannsbrunn 19 Katholiken.

## Einwohnerentwicklung ab 1820
| Jahr | Einwohner  | Gebäude |
| ---- | ---------- | ------- |
| 1820 | 9 Familien | k. A.   |
| 1838 | 52         | 6       |
| 1861 | 59         | 23      |
| 1871 | 42         | 32      |
| 1885 | 48         | 7       |
| 1900 | 41         | 6       |
| 1913 | 45         | 8       |

| Jahr | Einwohner | Gebäude |
| ---- | --------- | ------- |
| 1925 | 51        | 6       |
| 1950 | 33        | 6       |
| 1961 | 27        | 6       |
| 1970 | 21        | k. A.   |
| 1987 | 22        | 7       |
| 2011 | 22        | k. A.   |

## Denkmalschutz
Nordöstlich von Hermannsbrunn befindet sich ein mittelalterliches und frühneuzeitliches Goldabbaurevier mit Gruben, Gräben und Halden.